# Marcelo Canales
Marcelo Canales (sinh ngày 6 tháng 1 năm 1991), là một cầu thủ bóng đá người Honduras thi đấu ở vị trí tiền vệ cho Olimpia.